# Kristoffer Hari
Kristoffer Hari (født 23. december 1997) er en dansk atlet, som løb for Hvidovre AM frem til 2013, derefter Sparta Atletik. Men allerede i 2014 skiftede han tilbage til Hvidovre AM pga. uoverensstemmelser.

## Karriere
Hari satte som 15-årig med tiden 10,53 sekunder dansk juniorrekord på 100 meter. Tiden blev sat i en modvind på 1,0 m/s ved Tårnby Games 2013. Tiden var en forbedring af såvel Lars Pedersens 30 år gamle U18-rekord (10,66) som Frederik Thomsens U20-rekord (10,55) fra 2012. Rekorden forbedrede han til 10,43 (+0,5) 15. juni 2013 ved Copenhagen Open på Hvidovre Stadion i det indledende heat. Tiden var uofficiel europarekord for 15-årige (alder på dagen). Ugen efter forbedrede han rekorden til 10,37 i Schweinfurt i Tyskland. Med denne tid overgås han blandt danskere gennem tiderne kun af Morten Jensen (10,29), og han tangerede den livstidsudelukkede Claus Hirsbros bedste tid. Samtidig placerede det ham som nummer et på juniorverdensranglisten. Dagen efter rekord-løbet ved Copenhagen Open løb han 200 meter på 20,96, som ligeledes ville have været rekord, men med 2,3 m/s var der for megen medvind. I Schweinfurt løb han med 21,16 (+0.2) sin bedste tid i godkendt vind. Tiden er dansk juniorrekord og uofficiel europarekord for 15-årige. En fiberskade pådraget umiddelbart inden de Ungdomsolympiske lege kostede deltagelse ved mesterskabet, hvor han med årets bedste tider var favorit. Kristoffer Hari blev nummer fem i Politikens Årets Fund 2013, som blev vundet af kajakroeren Emma Jørgensen.
Med vindertiden 10,61 kunne Hari ved DM 2013 på Skovdalen Atletikstadion i Aalborg lade sig fejre som den yngste danske seniormester på 100 meter nogensinde i en alder af 15 år og 7 måneder.
Hari modtog 2018 et fuldt stipendium fra universitet i Arkansas. Han blev noteret for tiden 10,26 sekunder, da han blev nummer fire ved 2019 Michael Johnson Invitational i Texas 20 april 2019. Dermed kappede han tre hundrededele af et sekund af Morten Jensens hidtidige danske 100 meter-rekord fra september 2004.

## Private forhold
Kristoffer Haris far, Stefan Hari, har selv en fortid som løber på internationalt niveau for Rumænien. Farens bedste distance var 400 meter hæk; han er i dag træner for både sønnen og andre sprintere i Sparta Atletik.
Efter sommerferien 2013 startede Kristoffer Hari på Team Danmark-ordningen på Frederiksberg-gymnasiet Falkonergården. Han afsluttede sin gymnasiale uddannelse i 2016.

## Personlige rekorder
- 100 meter: 10,22 (+0,9) Odense, Danmark 26. juni 2021
- 200 meter: 20,95 (+0,7) Fayetteville, USA 13. april 2019